# Ainharp
Ainharp település Franciaországban, Pyrénées-Atlantiques megyében. Lakosainak száma 128 fő (2022. január 1.). Ainharp Aroue-Ithorots-Olhaïby, Espès-Undurein, Garindein, Lohitzun-Oyhercq, Mauléon-Licharre, Ordiarp és Viodos-Abense-de-Bas községekkel határos.

## Népesség
A település népességének változása:
| Lakosok száma | 138  | 142  | 145  | 141  | 139  | 136  | 133  | 131  | 128  |
|               | 2013 | 2015 | 2016 | 2017 | 2018 | 2019 | 2020 | 2021 | 2022 |